# Paraholopterini
Paraholopterini son una  tribu de coleópteros polífagos crisomeloideos de la familia Cerambycidae. Comprende un solo género Paraholopterus con una sola especie: Paraholopterus nahuelbutensis Cerda & Cekalovic, 1986